# Émile Rummelhardt
Émile Rummelhardt est un ancien joueur professionnel et entraîneur de football français. Il est né le 12 janvier 1914 à Mulhouse (Empire allemand à l'époque) et est décédé le 15 février 1978 à Mérignac (Gironde).
Il est le père de l'ancien ambassadeur Jacques Rummelhardt.

## Biographie

### Carrière de joueur
Émile Rummelhardt joue comme défenseur ou milieu de terrain à Troyes, au FC Mulhouse et aux Girondins de Bordeaux, avec lesquels il remporte la Coupe de France 1941 .

### Carrière d'entraîneur
Il devient entraîneur en 1946 à Troyes. Il est nommé en juin 1947 entraîneur du Stade lavallois mais ne reste que quelques semaines. Il a entraîné ensuite Le Mans (1947-51), l'AS Gien (1951-52), le FC Metz (1952-55), le FC Mulhouse (1955-58), l'US Forbach (1958-59), le FC Mulhouse (1959-62), l'AS Cherbourg (1962-67), le Stade de Reims (1967-69), le FC Lorient (1969-71) et le SM Caen (1972-74).

## Palmarès
Girondins de Bordeaux
- Coupe de France (1) :
  - Vainqueur : 1940-41.